# Gustaf Norrmén
Gustaf Wilhelm Norrmén, född 27 maj 1914 i Helsingfors, död där 25 februari 2001, var en finländsk företagsledare, seglare och skriftställare.
Norrmén avlade högre rättsexamen 1937 och tjänstgjorde under krigsåren 1941–1944 som byråchef vid Huvudstabens fortifikationsbyrå. Han var 1945–1949 jurist vid A. Ahlström Ab och utnämndes 1949 till biträdande direktör vid Oy Huber Ab, där han som delägare verkade som arbetande styrelseordförande 1954–1986. År 1968 blev han juris doktor.
Som aktiv friluftsmänniska sysslade Norrmén med långfärdssegling, bergsbestigning, terrängskidning och jakt. Han var ordförande för Nyländska Jaktklubbens seglingsnämnd 1958–1973 och ansvarade för klubbens 100-årsregatta 1961. Inom NJK var han styrelsemedlem 1962–1973 och kommodor 1977–1982. Han besteg Kilimanjaro 1976 och Mont Blanc 1978.
Han författade Från Kilimanjaro till Jungfrau (1976), Hundra år med Huber Ab 1879–1979 (1979), Släkten Norrmén (1982) samt Vind i seglen – minnen från ett långt seglarliv (1989).
Gustaf Norrmén var sonson till bankmannen Alfred Norrmén, samt från 1945 make till Kajlis Rothe.